# 塞奥哈拉
塞奥哈拉（Seohara），是印度北方邦Bijnor县的一个城镇。总人口43985（2001年）。

## 人口
该地2001年总人口43985人，其中男性23112人，女性20873人；0—6岁人口7467人，其中男3932人，女3535人；识字率48.49%，其中男性为54.29%，女性为42.07%。